# Quiero música en mi idioma
Quiero música en mi idioma (ou simplesmente Quiero) é um canal argentino de televisão por assinatura dedicado à música em espanhol. É operado pela Artear, uma divisão do Grupo Clarín.

## História
O canal foi fundado em 4 de agosto de 2008, substituindo o BitBox TV, canal provisório, que por sua vez substituiu o Rock & Pop TV (2004-2008).
No dia 20 de outubro de 2010, foi entregue no Marriott Plaza da cidade de Buenos Aires o Prêmio Promax/BDA, que homenageia os melhores trabalhos de promoção da América Latina, e no qual Quiero foi premiado com a estatueta de Prata na categoria "Promoção de Projeto Especial", para a campanha "Gustavo quero te ver bem". O objetivo desta campanha foi levar uma grande bandeira às pessoas para que pudessem deixar sua mensagem de incentivo ao músico Gustavo Cerati após ter sofrido um derrame na Venezuela . Esta bandeira percorreu diversas províncias da Argentina, medindo 150 metros e contendo mais de 15 mil mensagens para o músico. Ao longo dos dias, a bandeira foi hasteada tanto na porta do canal de Buenos Aires, como em Mar del Plata, Mendoza, Córdoba, Rosário, Fleni e no Planetário.
No dia 4 de julho de 2011, o programa Escuela de Música, apresentado alternadamente por Carolina Ibarra e Bebe Contepomi, recebeu Menção Honrosa na 17ª edição dos Prémios Fundo TV (transmitidos pela Volver) para produções televisivas que foram transmitidas em 2010. O Premio FUND TV distingue programas e peças publicitárias com mensagens de valor educativo que beneficiam os seus telespectadores.
Em agosto de 2014, no âmbito da sua adequação à Lei dos Serviços de Comunicação Audiovisual, o Grupo Clarín decidiu vender as suas ações pertencentes à empresa IESA (Inversora de Eventos S.A.) ao fundo de investimento norte-americano 34 South Media LLC. Antes de sua venda, o canal foi adicionado à IESA, até então de propriedade da Artear.

## Premiação
Desde 2009, são concedidos os Prêmios Quiero, nos quais são premiados cantores latino-americanos. Estão indicados todos os artistas com produções discográficas, recentemente apresentadas ao público e cuja produção musical tenha sido ouvida e vista no canal.